# Eleuterio Llofriu y Sagrera
Eleuterio Llofriu y Sagrera (Alicante, 1835-Huesca, 1880) fue un periodista, novelista y dramaturgo español.

## Biografía
Nacido en Alicante en 1835, el día 29 de agosto, como periodista fue redactor en Madrid de los periódicos El Certamen, El Madrileño (1863), El Argos y El Ancora Profesional (1864), así como director de El Álbum de la Familia (1865), La Monarquía Democrática (1869), El Correo Extraordinario (1870), El Defensor y la Revista de Beneficencia, Sanidad y Establecimientos Penales. Fue también autor de numerosas obras literarias dramáticas y novelescas, como Gloria, dinero y mujer (1872) y El naufragio del grumete (1872). Falleció el 16 de febrero de 1880 en Huesca.